# Museo Arqueológico de Kahramanmaraş
El Museo Arqueológico de Kahramanmaraş es uno de los museos arqueológicos de Turquía. Está ubicado en la ciudad de Kahramanmaraş, situada en la provincia de su mismo nombre. Desde 1975 se encuentra en un edificio que, tras la ejecución de un proyecto de renovación, fue reabierto en 2012.   

## Colecciones
En una sección del museo se exponen esqueletos de elefantes sirios hallados en el lago Gavur. Otra sala está dedicada a la cueva Direkli, que estuvo habitada desde aproximadamente 14000 a. C. Por otra parte se encuentra otra sala dedicada al yacimiento arqueológico de Domuztepe, donde se han hallado restos del periodo Neolítico tardío.
Una parte importante del museo incorpora hallazgos de la época neohitita (1000-700 a. C.) Entre ellos se encuentran una serie de estelas funerarias y esculturas como el león de Maraş.
Otra sala está dedicada a los mosaicos de la antigua ciudad romana y bizantina de Germanicia Cesarea. Hay también una sala que alberga obras de piedra como sarcófagos, tumbas y lápidas y otra donde se exponen, en orden cronológico, objetos de la vida cotidiana de periodos comprendidos entre el Paleolítico y la época bizantina. También se exponen monedas.
|                        |
| Esqueleto de un mamut. |

|                                                 |
| Ortostato neohitita que representa a una mujer. |

|                                       |
| León de Maraş, del periodo neohitita. |

|                                                                   |
| Estela con inscripción cuneiforme de la época de Adad-nirari III. |

|                       |
| Sala de los mosaicos. |